# Choắt bụng xám
Choắt bụng xám (danh pháp hai phần: Tringa glareola) là một loài chim thuộc họ Dẽ. Loài choắt bụng xám làm tổ ở Bắc Âu và châu Á; mùa đông di cư về phía Nam: từ Đông Dương, Ấn Độ, Myanma đến Phi châu, Malaysia, Sumatra, Java và châu Úc. Nó có chiều dài đôi cánh: 117 – 133 mm; đuôi dài 45 – 54 mm); chân dài 36 – 41 mm; mỏ dài 26 – 30 mm. Bộ lông mùa đông và mùa hè khác nhau.

## Hình ảnh

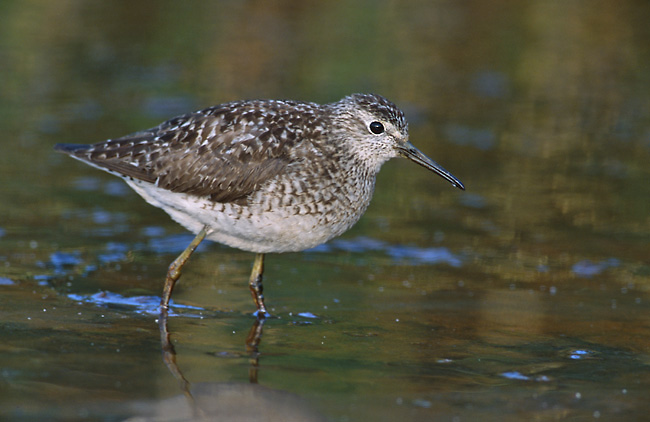
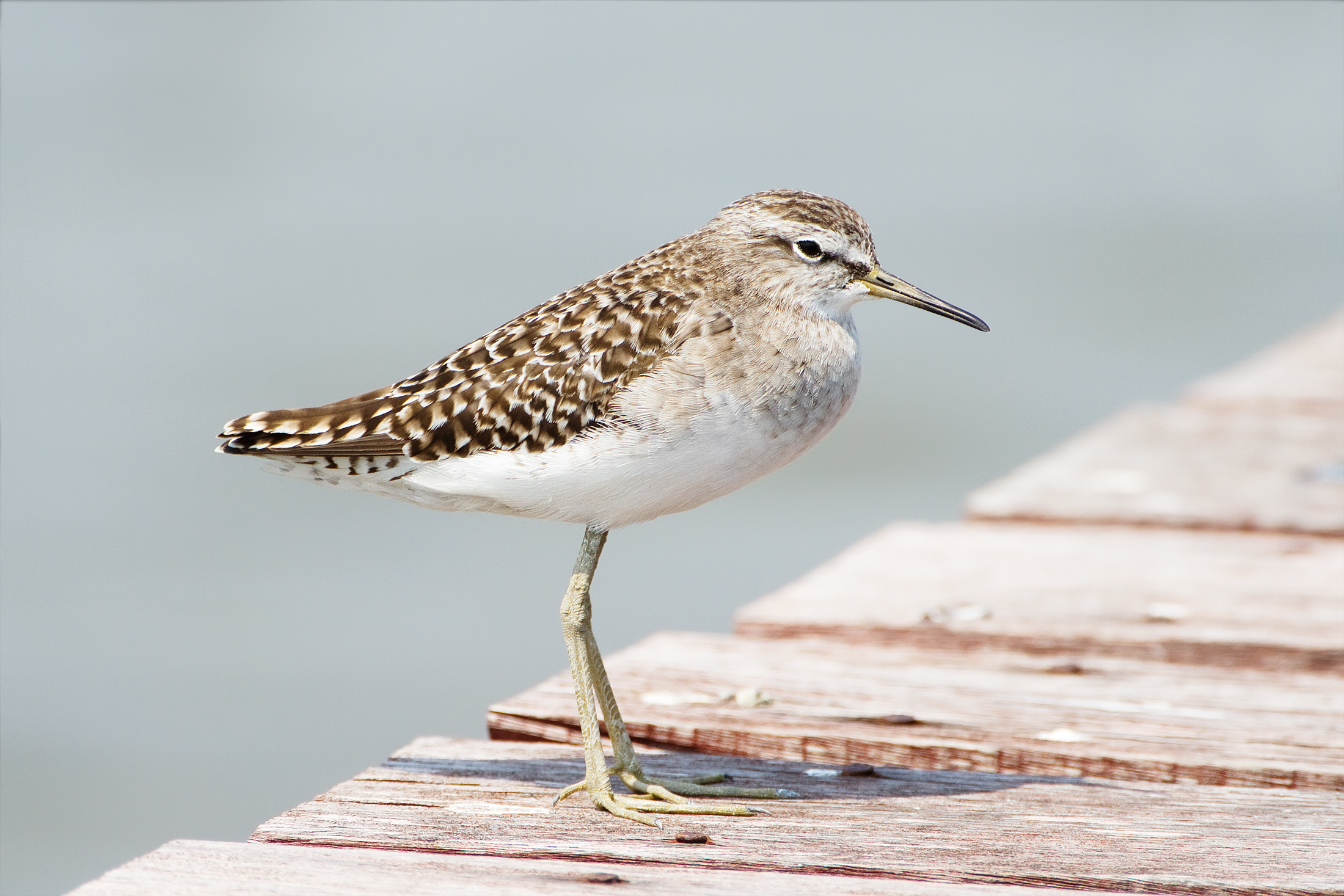
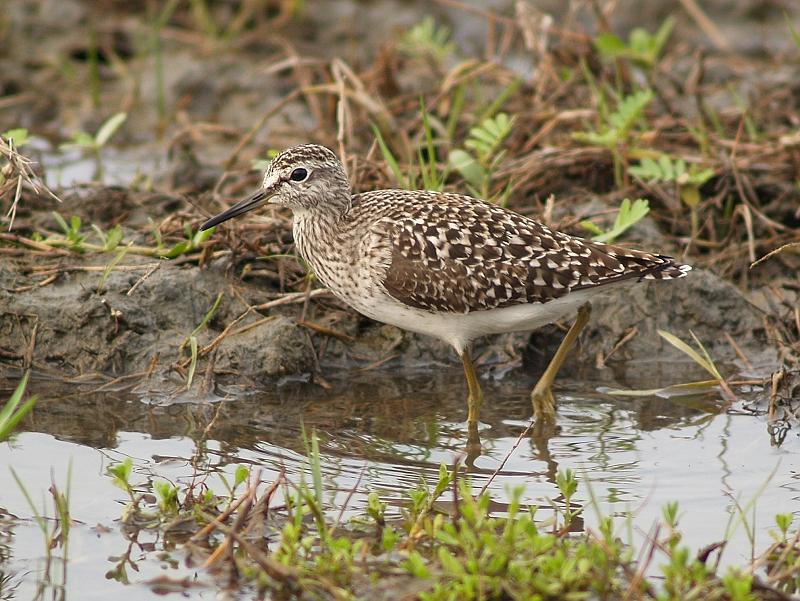
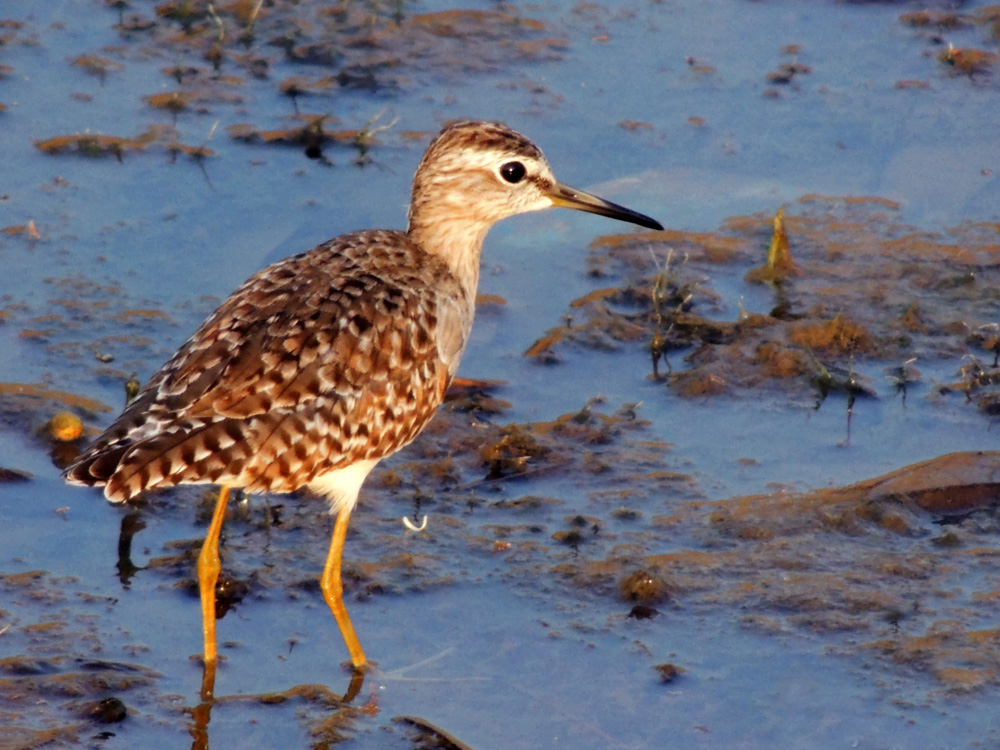
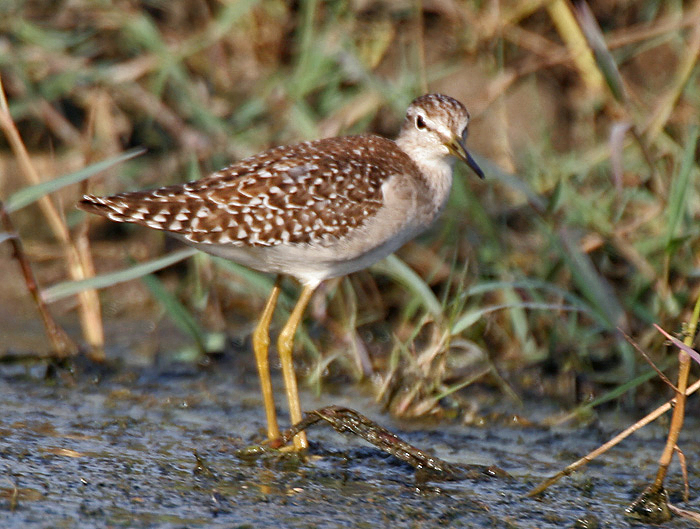
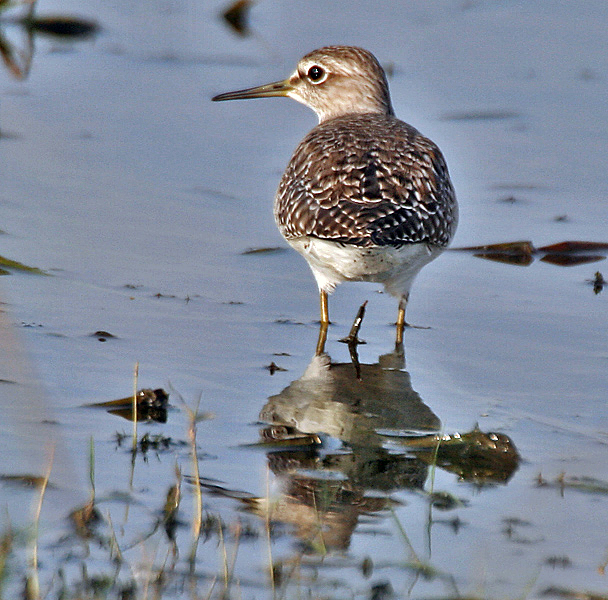
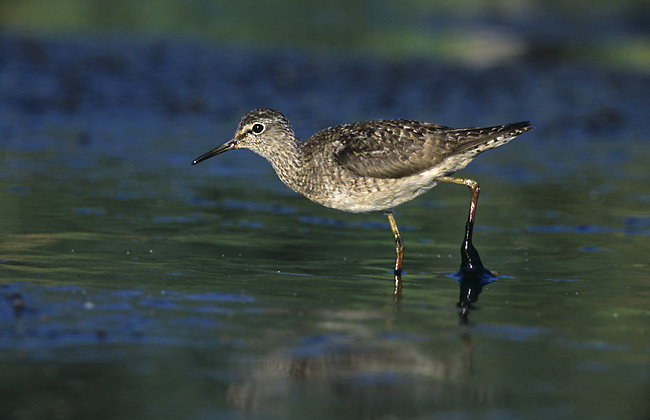
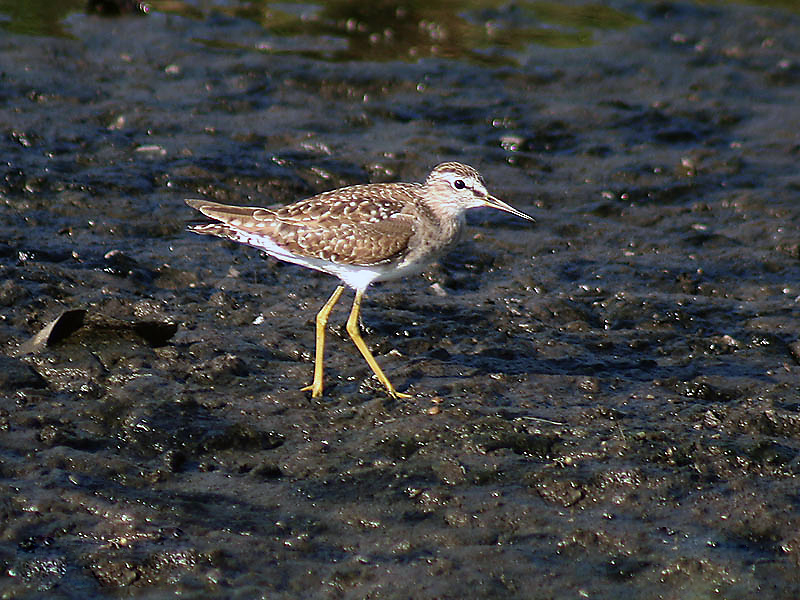
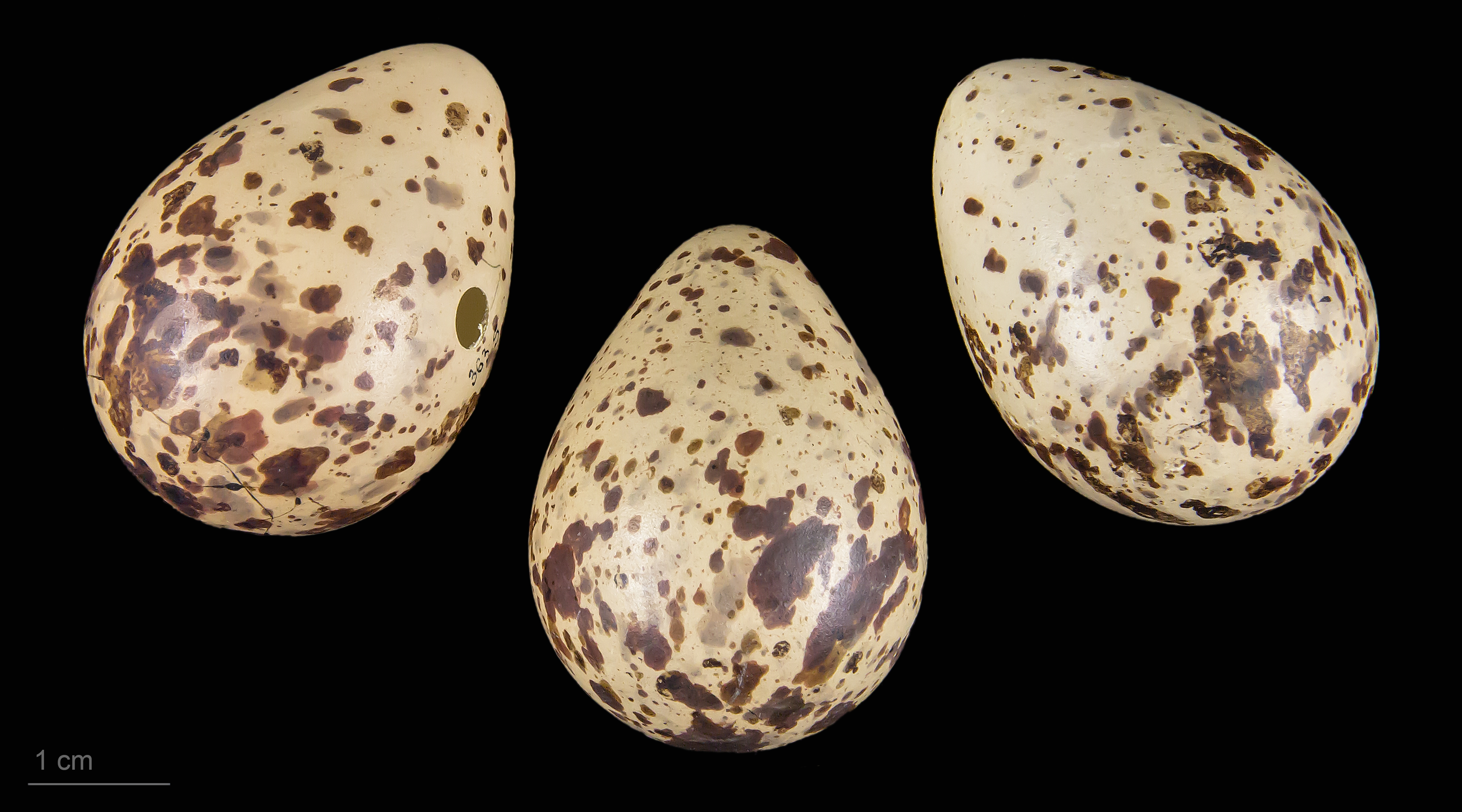
Museum specimen - Suomussalmi, Finland
- Tringa glareola